# Superman (singel)
Superman – singel amerykańskiego rapera Eminema nagranym we współpracy z piosenkarką R&B Dina Rae w 2003 roku. Utwór został początkowo umieszczony na jego płycie The Eminem Show, która miała premierę w 2002.
W teledysku, który można znaleźć jedynie na DVD filmu 8. Mila, wystąpiła gwiazda porno Gina Lynn.